# Григорьевка (Раздольненский район)
Григо́рьевка (укр. Григорівка, крымскотат. Grigoryevka, Григорьевка) — исчезнувшее село в Раздольненском районе Республики Крым, располагавшееся в центре района, в степном Крыму, примерно в 1 километре северо-восточнее современного села Воронки.

## История
Впервые в доступных источниках поселение упоминается в Статистическом справочнике Таврической губернии. Ч.II-я. Статистический очерк, выпуск пятый Евпаторийский уезд, 1915 год, согласно которому в посёлке Григорьевка Коджамбакской волости Евпаторийского уезда числилось 14 дворов с русским населением в количестве 93 человека приписных жителей.
После установления в Крыму Советской власти, по постановлению Крымревкома от 8 января 1921 года № 206 «Об изменении административных границ» была упразднена волостная система и в составе Евпаторийского уезда был образован Бакальский район, в который включили село, а в 1922 году уезды получили название округов. 11 октября 1923 года, согласно постановлению ВЦИК, в административное деление Крымской АССР были внесены изменения, в результате которых округа были отменены, Бакальский район упразднён и село вошло в состав Евпаторийского района. Согласно Списку населённых пунктов Крымской АССР по Всесоюзной переписи 17 декабря 1926 года, в селе Григорьевка, Кадышского сельсовета (в котором село состояло до 1974 года) Евпаторийского района, числилось 20 дворов, все крестьянские, население составляло 83 человека, все русские. Постановлением ВЦИК РСФСР от 30 октября 1930 года был создан Фрайдорфский еврейский национальный район (переименованный указом Президиума Верховного Совета РСФСР № 621/6 от 14 декабря 1944 года в Новосёловский) (по другим данным 15 сентября 1931 года лишённый статуса национального постановлением Оргбюро ЦК КПСС от 20 февраля 1939 года) и Григорьевку включили в его состав.
С 25 июня 1946 года Григорьевка в составе Крымской области РСФСР. 25 июля 1953 года Новосёловский район был упразднен и село включили в состав Раздольненского. 26 апреля 1954 года Крымская область была передана из состава РСФСР в состав УССР. Указом Президиума Верховного Совета УССР «Об укрупнении сельских районов Крымской области», от 30 декабря 1962 года село присоединили к Черноморскому району. 1 января 1965 года, указом Президиума ВС УССР «О внесении изменений в административное районирование УССР — по Крымской области», вновь включили в состав Раздольненского. 5 февраля 1974 года был создан Зиминский сельсовет (преобразованный из Воронкинского), в который перешло село. Григорьевка ликвидирована в период с 1 июля 1977 года, так как на эту дату ещё числилась в списках Зиминского сельсовета по 1985 год, поскольку в списках упразднённых после этой даты населённых пунктов не значится.